# Glocke (Coivert)

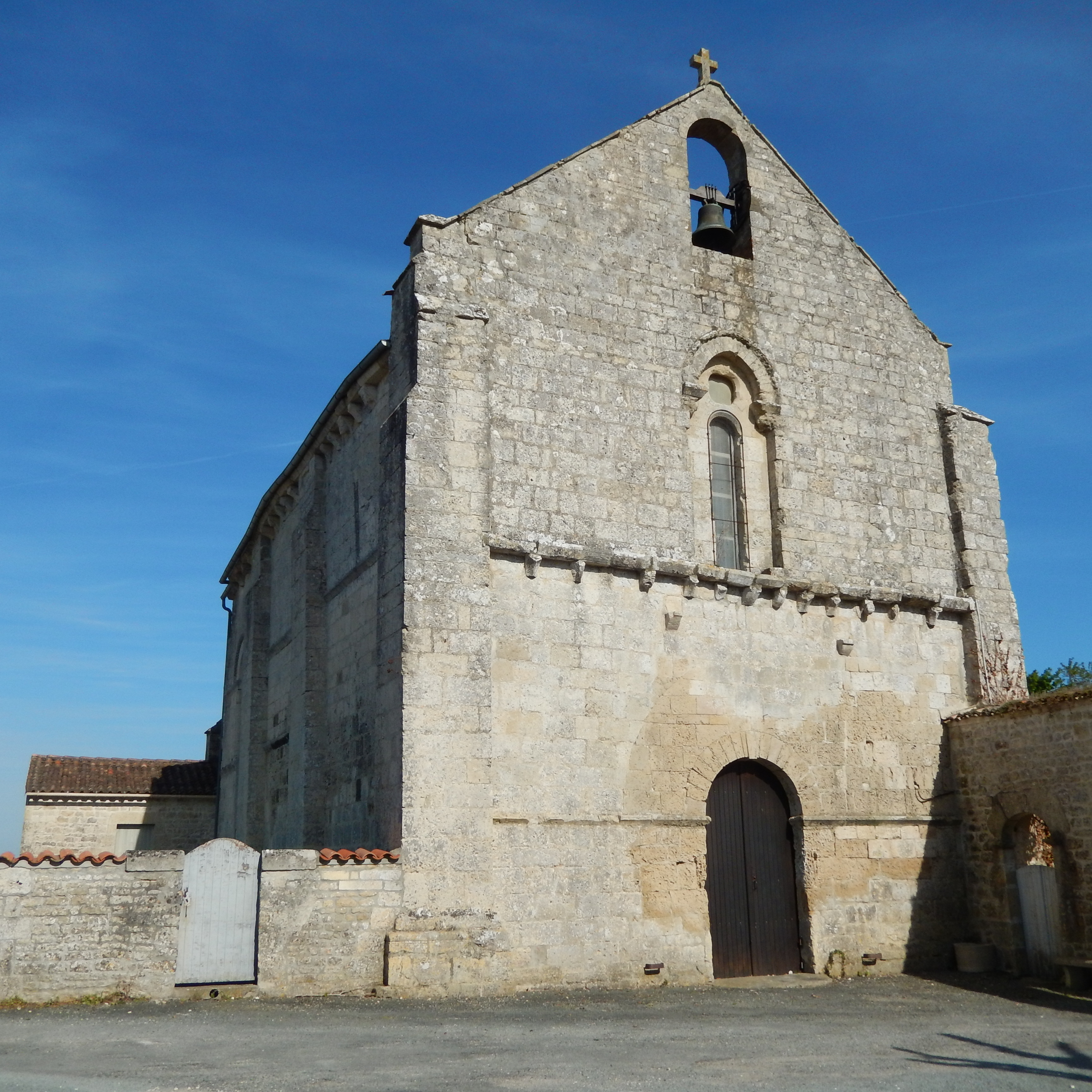
Glocke in Coivert

Die Glocke in der Kirche St-Vivien in Coivert, einer französischen Gemeinde im Département Charente-Maritime der Region Nouvelle-Aquitaine, wurde 1617 gegossen. Die Kirchenglocke aus Bronze ist seit 1908 als Monument historique klassifiziert. 
Sie trägt folgende Inschrift: „IHS MARIA JE SUIS FETE POUR SERVIR A L’EGLISE DE S.VIVIEN COYVERT ET CURE ME SALVAGY ET PERIN TAN TESIE. M.MOULINAU ET SENDIT P.VITET. ET M.TAMPLET 16X7“.